# 半经典引力
半经典引力（英语：Semiclassical gravity）是量子引力理论的一种近似，这一理论将物质场看作量子的，而将引力场看作经典的。
在半经典引力理论中，物质由遵循弯曲时空中的量子场论规律传播的量子物质场代表。场传播的时空是经典的、动态的。时空的曲率曲率由半经典的爱因斯坦方程给出，这一方程将由爱因斯坦张量{\displaystyle G_{\mu \nu }}{\displaystyle T_{\mu \nu }}联系在了一起：
{\displaystyle G_{\mu \nu }={\frac {8\pi G}{c^{4}}}\left\langle {\hat {T}}_{\mu \nu }\right\rangle _{\psi }}
其中G为牛顿的万有引力常数，{\displaystyle \psi }则代表物质场的量子态。

## 应力-能量张量
应力-能量张量的调整有一些模棱两可之处，这取决于时空的曲率。这一模糊之处可以归入宇宙学常数、万有引力常数和二次耦合项
{\displaystyle \int d^{d}x\,{\sqrt {-g}}R^{2}} 与 {\displaystyle \int d^{d}x\,{\sqrt {-g}}R^{\mu \nu }R_{\mu \nu }}
还有另一个二次项
{\displaystyle \int d^{d}x\,{\sqrt {-g}}R^{\mu \nu \rho \sigma }R_{\mu \nu \rho \sigma }}
但是（在4维情形中）这一项是另两项和一个表面项的线性组合。更多细节可以参考词条高斯-伯内特引力。

## 实验现状
有一些情况下，半经典引力不再适用。例如，若M是一个很大的质量，那么叠加态
{\displaystyle {\frac {1}{\sqrt {2}}}\left(\left|M{\text{ at }}A\right\rangle +\left|M{\text{ at }}B\right\rangle \right)}
的应力-能量张量的期望值为A处的M/2加上B处的M/2，其中A与B相隔足够远，但我们将永不可能看到由这种分布所产生的度规。事实上，这一态会退相干， 使得度规由A处质量M产生和B处质量M产生的概率各为50%。

## 应用
半经典引力最重要的应用领域是黑洞的霍金辐射和宇宙暴胀理论中发生在大爆炸早期的随机的符合高斯分布的微扰。

## 注记
1. ↑  See Wald (1994) Chapter 4, section 6 "The Stress-Energy Tensor".
2. ↑  See Page and Geilker; Eppley and Hannah; Albers, Kiefer, and Reginatto.